# Masayuki Okano
Masayuki Okano (岡野 雅行, Okano Masayuki) (Yokohama, 25 de julho de 1972) é um ex-futebolista japonês que atuava como meia-atacante. Disputou uma partida da Copa de 1998, contra a Croácia.

## Carreira
Apelidado de Besta, Okano jogou a maior parte de sua carreira, iniciada em 1994, no Urawa Reds. Passou ainda por Vissel Kobe e TSW Pegasus (Hong Kong), antes de assinar com o Gainare Tottori, deixando os gramados em 2013, aos 41 anos.
Ele integrou a Seleção Japonesa de Futebol na Copa América de 1999.

## Títulos
Urawa
- AFC Champions League: 2007
- J. League Campeão: 2006
- Copa do Imperador Campeão: 2005, 2006
- Supercopa do Japão Campeão: 2006